# Josep Vergés i Vallmajor
Josep Vergés i Vallmajor (Badalona, 1875 - Sant Vicenç de Montalt, 1951) va ser un polític català, alcalde de Badalona des del 12 d'abril de 1910 fins a l'1 de gener de 1912.

## Biografia
Va néixer a Badalona el 1875. Durant molts anys va residir al carrer d'en Prim.
Va ser militant de la Lliga Regionalista. Vergés va accedir a l'alcaldia de Badalona el 12 d'abril de 1910, després de la dimissió de Leopold Botey, que va abandonar el càrrec per motius personals, en un moment posterior a la crisi derivada de la Setmana Tràgica de 1909. Va ocupar l'alcaldia fins a l'1 de gener de 1912.
Les cròniques de l'època informen que va ser un alcalde complidor i solidari. Durant el seu mandat es va produir el naufragi de dues barques de pescadors el 1911, en què van morir onze pescadors badalonins. L'alcalde va posar en marxa diverses accions solidàries en favor de les famílies afectades. També va contribuir a la fundació d'una caixa d'estalvis per a la vellesa i per Nadal repartí bons per comprar aliments entre els més pobres. La seva popularitat va quedar palesa el dia que deixà l'alcaldia, perquè l'acte de comiat va ser molt sentit, tant que semblava una processó fúnebre.

## Homenatges
Des de 2011, coincidint amb el centenari de la seva presa de possessió com a alcalde, els seus descendents van reclamar a les autoritats locals de Badalona que es donés el nom de Vergés a un espai de la ciutat, atesa la implicació de l'alcalde amb les persones més necessitades després del naufragi dels pescadors de 1911.
El 2018, l'Ajuntament de Badalona va aprovar una moció de reconeixement públic de Vergés. Finalment, l'octubre de 2021 es va inaugurar una plaça al barri del Raval, entre els carrer d'Ausiàs Marc, l'avinguda d'Alfons XIII i el torrent d'en Valls, amb el nom de Josep Vergés.